# Glycolipide

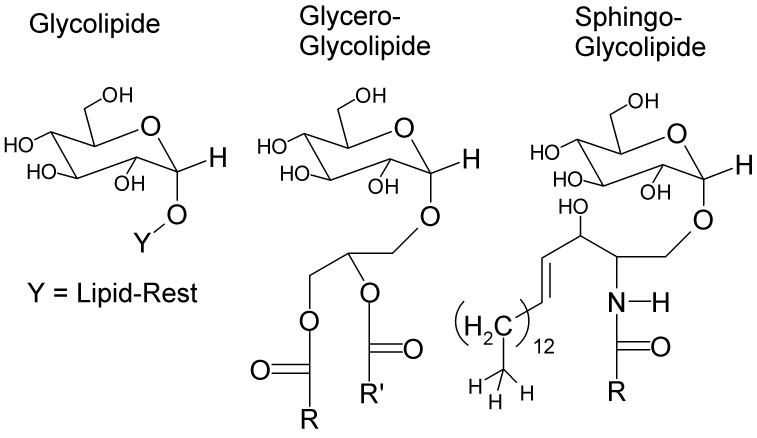
Glycolipides

Les glycolipides résultent de la liaison d'un simple hexose ou d'un oligosaccharide à une fonction hydroxyle appartenant soit au glycérol d'un diglycéride (glycéroglycolipide) soit à la sphingosine d'un céramide (sphingolipide).
Les glycéroglycolipides appartiennent au règne végétal.
Les glycosphingolipides sont rencontrés dans les membranes plasmiques des cellules animales .